# Fenomeno (album Fabri Fibra)
| Recensione           | Giudizio |
| -------------------- | -------- |
| All Music Italia     | 7.5/10   |
| il Fatto Quotidiano  | positivo |
| Rockol               |          |
| Rolling Stone Italia |          |

Fenomeno è il nono album in studio del rapper italiano Fabri Fibra, pubblicato il 7 aprile 2017 dalla Universal Music Group.

## Descrizione
Anticipato a marzo dall'omonimo singolo, l'album è caratterizzato da liriche introspettive e autobiografiche, in cui l'artista parla dei suoi problemi in famiglia, delle sue esperienze lavorative antecedenti la vita da musicista, della sua carriera artistica, dei problemi che la fama comporta e della situazione della società italiana.
Per l'album il rapper ha composto un totale di trenta brani, di cui soltanto diciassette hanno fatto parte della lista tracce definitiva. Due inediti, rispettivamente Tony Hawk e Luna, sono stati resi disponibili nel corso del 2017 dall'artista stesso. Il 25 ottobre 2017 Fabri Fibra ha annunciato la pubblicazione dell'EP Fenomeno - Masterchef EP, uscito il 17 novembre e contenente ulteriori inediti scartati da Fenomeno.

## Tracce
Testi di Fabrizio Tarducci, eccetto dove indicato.
1. Intro – 2:05
2. Red Carpet – 3:35 (musica: Theron Otis Feemster)
3. Fenomeno – 3:19 (musica: Alessandro Merli, Fabio Clemente)
4. Skit - Il tempo vola – 0:59 (musica: Massimiliano Dagani)
5. Money for Dope 2017 – 4:21 (musica: Davide Bassi)
6. Pamplona (feat. Thegiornalisti) – 3:44 (testo: Fabrizio Tarducci, Davide Petrella – musica: Dario Faini, Vanni Casagrande)
7. Equilibrio – 4:16 (musica: Antwan Thompson)
8. Skit - Considerazioni (feat. Roberto Saviano) – 1:38 (testo: Roberto Saviano – musica: Davide Bassi)
9. Cronico – 3:37 (musica: Michael Turco, Demacio Castellon)
10. Stavo pensando a te – 4:24 (musica: Massimiliano Dagani, Alessandro Erba)
11. Lascia stare – 3:15 (musica: Pablo Capalbo)
12. Dipinto di blu (feat. Laïoung) – 3:18 (testo: Fabrizio Tarducci, Giuseppe Bockarie Consoli – musica: Antonio La Fata)
13. Invece no – 4:03 (musica: Piermarco Gianotti)
14. Ogni giorno – 5:11 (musica: Federico Vaccari, Pietro Miano)
15. Le vacanze – 4:45 (musica: Luigi Florio, Antonio Lago)
16. Nessun aiuto – 4:36 (musica: Raymond De'Andre Martin)
17. Ringrazio – 4:52 (musica: Andrea Fratangelo)

## Formazione
Musicisti
- Fabri Fibra – voce
- Thegiornalisti – voce aggiuntiva (traccia 6)
- Roberto Saviano – voce aggiuntiva (traccia 8)
- Laïoung – voce aggiuntiva (traccia 12)

Produzione
- Neff-U – produzione (traccia 2)
- Takagi & Ketra – produzione (traccia 3)
- Big Fish – produzione (tracce 4 e 10)
- Alessandro Erba – produzione (traccia 4)
- Amadeus – produzione (traccia 7)
- Bassi Maestro – produzione (tracce 5 e 8)
- Mace – produzione (traccia 6)
- Demacio "Demo" Castellon, Mike Turco – produzione (traccia 9)
- Rhade – produzione (traccia 10)
- Shablo – produzione (traccia 11)
- Nebbia – produzione (traccia 12)
- Deleterio – produzione (traccia 13)
- 2nd Roof – produzione (traccia 14)
- Don Joe, Yung Snapp – produzione (traccia 15)
- Rey Reel – produzione (traccia 16)
- Bot – produzione (traccia 17)

## Classifiche

### Classifiche settimanali
| Classifica (2017) | Posizione massima |
| ----------------- | ----------------- |
| Italia            | 1                 |
| Svizzera          | 52                |

### Classifiche di fine anno
| Classifica (2017) | Posizione |
| ----------------- | --------- |
| Italia            | 9         |